# Blato (Sjenica)
Blato (Servisch cyrillisch Блато) is een plaats in de Servische gemeente Sjenica. De plaats telt 65 inwoners (2002).